# Glouster (Ohio)
Glouster es una villa ubicada en el condado de Athens en el estado estadounidense de Ohio. En el Censo de 2010 tenía una población de 1791 habitantes y una densidad poblacional de 516,44 personas por km².

## Geografía
Glouster se encuentra ubicada en las coordenadas 39°30′8″N 82°5′3″O / 39.50222, -82.08417. Según la Oficina del Censo de los Estados Unidos, Glouster tiene una superficie total de 3.47 km², de la cual 3.44 km² corresponden a tierra firme y (0.9%) 0.03 km² es agua.

## Demografía
Según el censo de 2010, había 1791 personas residiendo en Glouster. La densidad de población era de 516,44 hab./km². De los 1791 habitantes, Glouster estaba compuesto por el 96.15% blancos, el 1.4% eran afroamericanos, el 0.11% eran amerindios, el 0.17% eran asiáticos, el 0% eran isleños del Pacífico, el 0.06% eran de otras razas y el 2.12% pertenecían a dos o más razas. Del total de la población el 0.78% eran hispanos o latinos de cualquier raza.